# Síndrome visual informático
Se conoce como Síndrome Visual Informático (SVI) a una afección temporal resultante de enfocar los ojos en una pantalla de ordenador durante períodos prolongados e ininterrumpidos de tiempo. Algunos síntomas del SVI incluyen visión borrosa, fatiga ocular (astenopía), ojos secos, irritados o enrojecidos; visión doble, poliopia y dificultad para reorientar los ojos; además de dolores de cabeza, dolor de cuello y cansancio. Estos síntomas pueden verse agravadas por condiciones de iluminación inapropiadas (deslumbramiento o luz intensa brillante) o un flujo de aire en movimiento más allá de los ojos (por ejemplo, rejillas de ventilación, o el aire directo de un ventilador).

## Prevalencia
De acuerdo con el Instituto Nacional para la Seguridad y Salud Ocupacional, el Síndrome Visual Informático afecta a cerca del 90 % de las personas que pasan más de tres horas al día frente a un ordenador.

## Terapia
Los ojos secos es el mayor síntoma que se ataca en la terapia de SVI. El uso de "lágrimas artificiales" sin prescripción facultativa puede reducir los efectos de los ojos secos en el SVI. 
Los síntomas de la astenopia (cansancio ocultar) en el ojo son responsables de mucha de la morbilidad en el SVI. El descanso adecuado de los ojos y sus músculos es recomendado para aliviar el cansancio ocular asociado. Muchos consejos han sido usados para difundir la preocupación de darle apropiado descanso a los ojos después de trabajar con ordenadores. Una recomendación rutinaria es la de parpadear conscientemente de vez en cuando (esto ayuda a cubrir el ojo de una capa lagrimal) y entonces mirar por la ventana o algún objeto distante o mirar el cielo; haciendo esto provee descanso a los músculos ciliares. Uno de los consejos para evitar el Síndrome Visual Informático es seguir la "regla 20-20-20": Cada 20 minutos enfocar el ojo a 20 pies de distancia (6 m) por 20 segundos. Esto básicamente le da una ventana de tiempo conveniente para la persona que sigue el consejo del optometrista y el oftalmólogo. De otra forma, al paciente se le indica que cierre sus ojos (con un efecto similar) por 20 segundos, al menos cada 30 minutos. 
La pérdida de la capacidad de enfocar es mitigada si se usan gafas de lectura sin-prescripción (graduadas a +1.00 a +1.50). Usar las gafas ayuda mucho a estos pacientes a recuperar su habilidad de enfocar objetos cercanos. Personas que practican otra ocupación - como coser o bordar - también pueden experimentar una sintomatología similar y pueden beneficiarse de estas gafas. Un estudio de la Universidad del Pacífico de Oregon sobre 36 participantes encontró diferencias significativas en la irritación o quemazón en los ojos, lagrimeo u ojos llorosos, ojos secos y ojos cansados, que fue mejorado por gafas filtradas cuando se comparó con las gafas de placebo.